# Anacolosa glochidiiformis
Anacolosa glochidiiformis är en tvåhjärtbladig växtart som beskrevs av Kanehira & Hatusima. Anacolosa glochidiiformis ingår i släktet Anacolosa och familjen Aptandraceae. Inga underarter finns listade i Catalogue of Life.